# گدانسک
گدانسک (به لهستانی: Gdańsk) (‎/ɡəˈdænsk/‎) یا دانزیگ (آلمانی: Danzig) شهری در ساحل دریای بالتیک در شمال لهستان است که ۴۸۶٬۴۹۲ نفر جمعیت دارد. گدانسک بزرگ‌ترین شهر و مرکز استان پومرانی است و بندر مهم لهستان محسوب می‌شود و چهارمین منطقه کلان‌شهری در این کشور است.
این شهر در لبهٔ جنوبی خلیج گدانسک، نزدیک به شهر گدنیا و شهر تفریحی سوپوت قرار دارد. این سه شهر در مجموع یک منطقهٔ شهری به نام تریسیتی را تشکیل می‌دهند که در مجموع تقریباً ۱٫۵ میلیون نفر جمعیت دارند. گدانسک در دهانهٔ رودخانهٔ موتواوا قرار دارد، که از طریق آن گدانسک را به پایتخت لهستان ورشو متصل می‌کند.
این شهر دارای تاریخ پیچیده‌ای است و دوره‌هایی از حاکمیت لهستان، آلمان و خودمختاری را پشت سر گذاشته‌است. بندر مهم کشتی‌سازی و تجاری از زمان قرون وسطی، در سال ۱۳۶۱ به عضویت اتحادیهٔ هانزا درآمد که بر اقتصاد، جمعیت و معماری این شهر تأثیر گذاشت. این شهر همچنین به عنوان بندر اصلی لهستان عمل می‌کرد و بزرگ‌ترین شهر لهستان در قرن ۱۵ تا ۱۷ بود. در سال ۱۷۹۳، به دنیال تجزیه لهستان، بخشی از پروس شد، از سال ۱۹۲۰ تا ۱۹۳۹ یک شهر آزاد تحت حفاظت جامعه ملل بود. در ۱ سپتامبر ۱۹۳۹ صحنه اولین درگیری جنگ جهانی دوم در وسترپلاته بود. شهر کنونی در پی تغییرات سرزمینی لهستان پس از جنگ جهانی دوم، فرار و اخراج آلمانی‌ها از لهستان در خلال و پس از جنگ جهانی دوم، و اسکان مجدد لهستانی‌ها پس از ۱۹۴۵ شکل گرفت. در دههٔ ۱۹۸۰، گدانسک زادگاه جنبش همبستگی بود، که به فروپاشی بلوک شرق، سقوط دیوار برلین و انحلال پیمان ورشو جنبش کمک کرد.
فرودگاه گدانسک لخ والسا که سومین فرودگاه پررفت‌وآمد لهستان است در این شهر قرار دارد و از نظر ارتباط این شهر با دیگر شهرهای لهستان و همین‌طور دیگر نقاط جهان، از فرودگاه‌های با اهمیت در شمال لهستان است. بر اساس داده‌های جمع‌آوری‌شده در سال ۲۰۱۹، گدانسک یکی از پربازدیدترین شهرهای لهستان است که پذیرای ۳٫۴ میلیون گردشگر بوده‌است.
گدانسک همچنین از نظر کیفیت زندگی، ایمنی و استانداردهای زندگی در رتبه‌بندی‌های برتر در سراسر جهان قرار دارد و مرکز شهر تاریخی آن به عنوان یکی از آثار ملی لهستان ثبت شده‌است.

## تاریخ
پیشینه شهرنشینی در ناحیه گدانسک به سده هفتم میلادی می‌رسد. سال ۹۹۷ میلادی را سال تأسیس شهر می‌دانند. در سده‌های میانه گاه شهری مستقل و گاه مرکز دوک‌نشین پومرانیا بود.

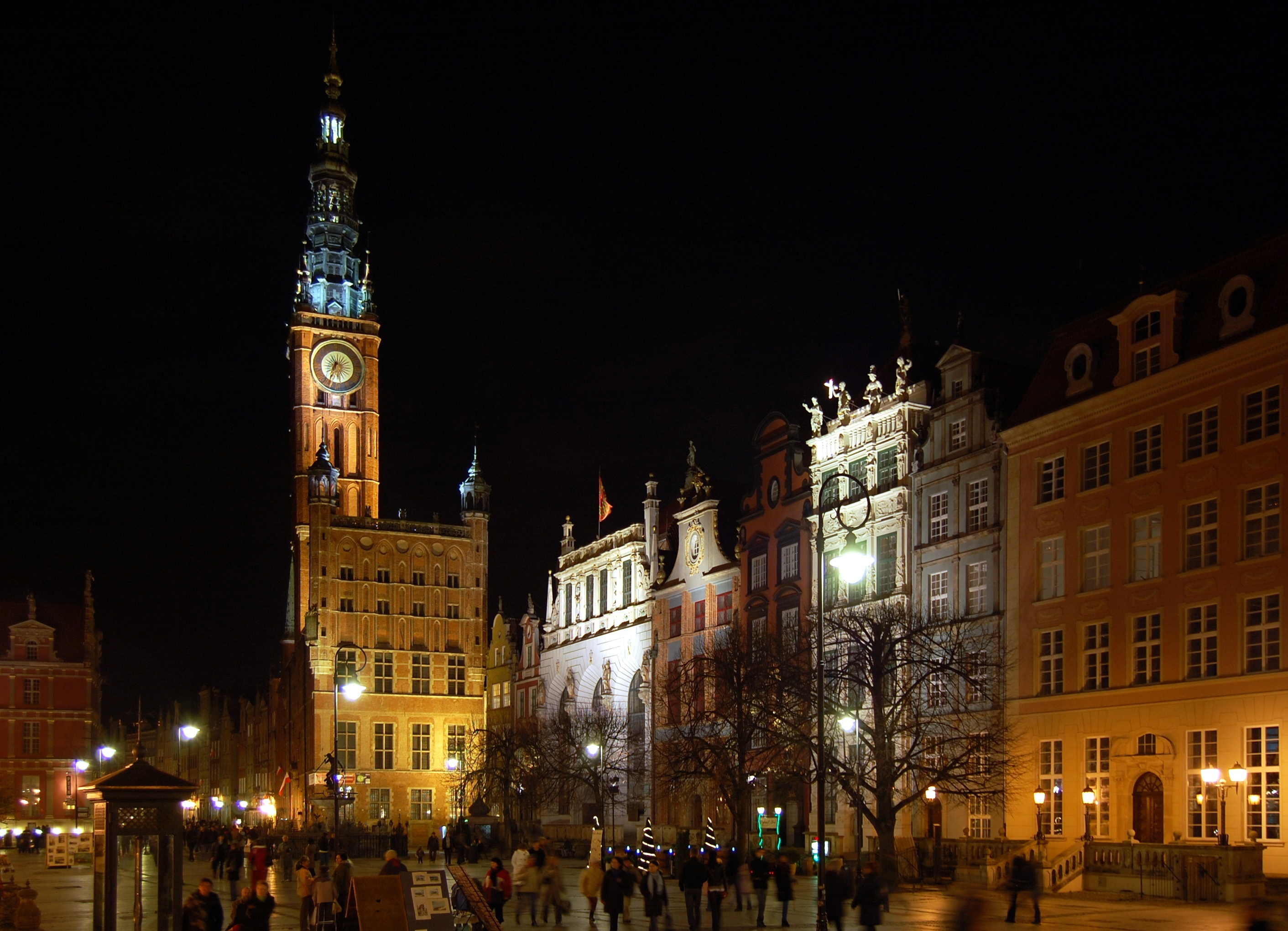

در ۱۷۳۴ امپراتوری روسیه آن را اشغال کرد. در ۱۷۹۳ بخشی از پروس شرقی شد. در دوره کشورگشایی‌های ناپلئون بناپارت مدتی به عنوان شهر آزاد استقلال ظاهری داشت. با شکست ناپلئون دوباره جزئی از پروس شد. سال ۱۸۷۱ بخشی از امپراتوری آلمان شد. با مستقل شدن لهستان پس از جنگ جهانی اول، انتظار می‌رفت که گدانسک به آن کشور داده شود ولی بر پایه پیمان ورسای و تحت نام ایالت آزاد دانتسیش اداره آن زیر نظر جامعه ملل انجام می‌شد. تهاجم آلمان به لهستان و سلطه بر دانتسیش آغازگر جنگ جهانی دوم قلمداد می‌شود. در جریان جنگ جهانی دوم نیروهای متفقین این شهر را بارها بمباران کردند. شهر ۳۰ مارس ۱۹۴۵، در روزهای پایانی جنگ، به اشغال نیروهای ارتش سرخ شوروی درآمد. سربازان روس تعداد زیادی از دختران و زنان دوازده تا هفتاد و پنج ساله را مورد تجاوز جنسی قرار دادند. حتی راهبه‌های کلیسای جامع اولیوا و پرستاران و پزشکان در این شهر نیز از تعرض مصون نماندند. پس از جنگ بر پابه تصمیمات کنفرانس یالتا و کنفرانس پوتسدام شهر به لهستان داده شد.
انقلاب لهستان که منجر به فروپاشی نظام کمونیستی در این کشور شد، در این شهر و به رهبری لخ والسا، یکی از کارگران کارخانه کشتی‌سازی این شهر، آغاز شد.

## جغرافیا

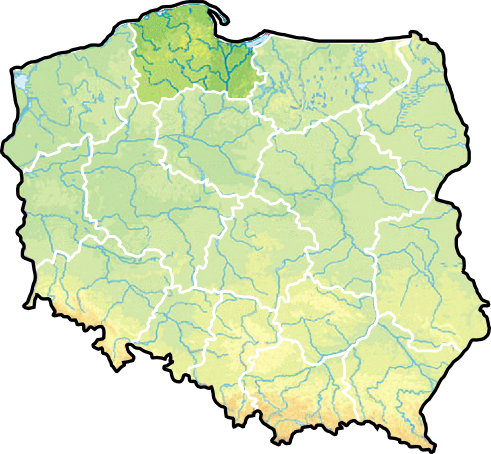

این شهر مرکز استان پومرانی در سرزمین پومرانیا است. جمعیت آن بر طبق آمارگیری سال ۲۰۰۶ در حدود ۴۵۸ هزار نفر می‌باشد. از نظر جمعیت ششمین شهر و با مساحت ۲۶۲ کیلومتر مربع هفتمین شهر لهستان از نظر وسعت محسوب می‌گردد.

## شهرهای خواهر
| - برلین، آلمان - تورکو، فنلاند - بارسلونا، اسپانیا - کلیولند، ایالات متحده - کالمار، سوئد - هلسینگر، دانمارک - مارسی، فرانسه | - روئن، فرانسه - کالینینگراد، روسیه - سفتون، بریتانیا - سن پترزبورگ، روسیه - آستانه، قزاقستان - اودسا، اوکراین | - روتردام، هلند - ویلنیوس، لیتوانی - نیس، فرانسه - شانگهای، چین - پالرمو، ایتالیا - بیتوف، لهستان |  |

## مشاهیر گدانسک

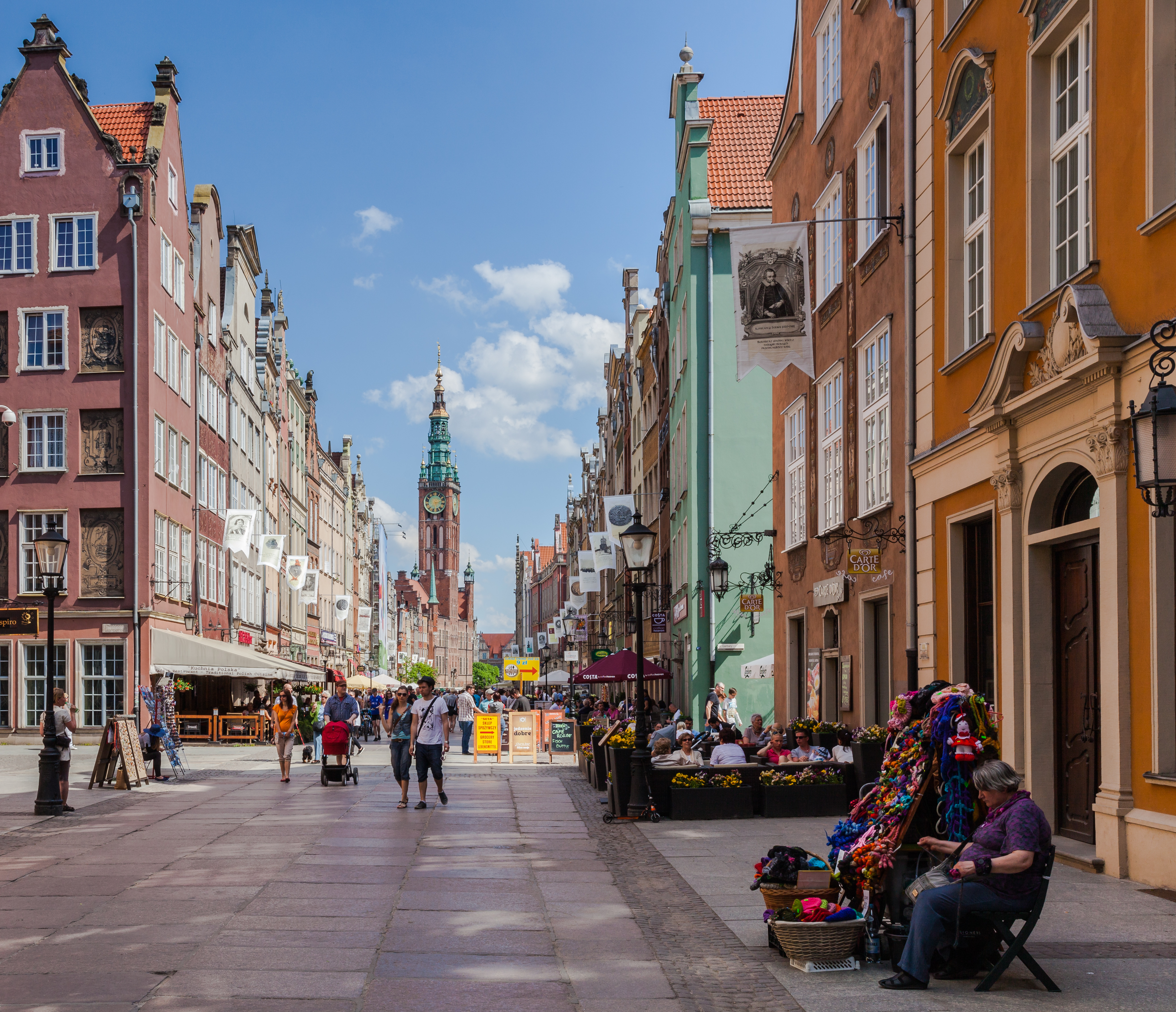

- آرتور شوپنهاور
- گابریل دانیل فارنهایت
- گونتر گراس
- دونالد توسک

## مراکز آموزشی
در این شهر چندین مراکز علمی و آموزش عالی وجود دارد که در حدود ۶۰٫۰۰۰دانشجو در این مراکز تحصیل می‌کنند. از جمله این مراکز:
| - آکادمی هنرهای زیبا(۱۹۴۵) - پلی تکنیک گدانسک (۱۹۰۴) - مدرسه عالی بانکداری - آکادمی پزشکی(۱۹۴۵) - آکادمی موسیقی (۱۹۴۷) - آکادمی ورزش | - دانشگاه گدانسک (۱۹۷۰) - مدرسه عالی لهستانی - ژاپنی فناوری رایانه ای - مدرسه عالی آتنیو (رشته خبرنگاری و امور رسانه) - مدرسه عالی توریست و هتلداری - مدرسه عالی اقتصاد نوین |  |